# Fort Carillon
Fort Carillon var en fransk skans belägen i södra delen av Lake Champlain. Den började byggas 1755 och övergavs och förstördes av sin garnison 1759 när en överlägsen brittisk styrka avancerade mot den. Slaget vid Fort Carillon utkämpades utanför skansens vallar 1758.

## Strategisk placering

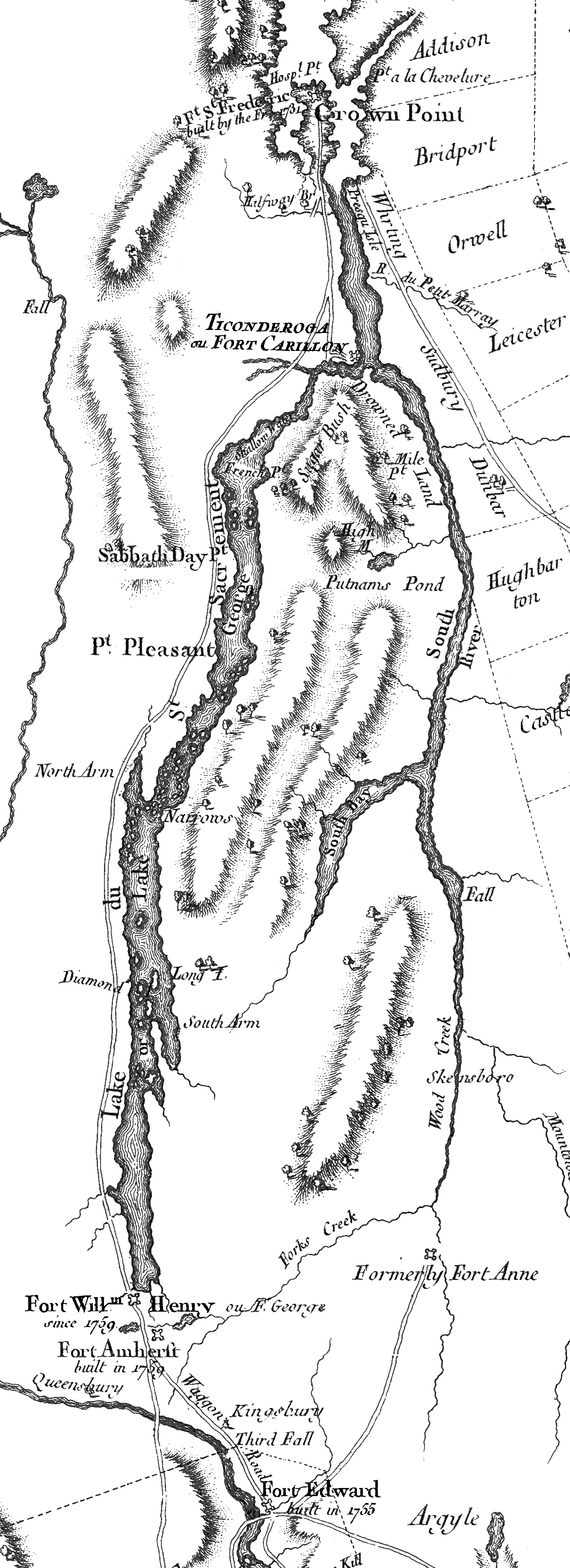
Karta som visar Fort Carillons placering där Lake Champlain är smalast och där Lake Georges utlopp mynnar. Vägen på västra sidan av sjön fanns inte vid denna tid, men det fanns en mårka som gick på västra sidan av Lake Georges utlopp ned till Carillon.

Fortet anlades där det kontrollerade kommunikationsleden längs Lake George-Lake Champlainkorridoren. Lake Champlain är smalast och Lake Georges utlopp mynnar där.  Det är höjdskillnad mellan Lake George och Lake Champlain så utloppet var inte segelbart, eftersom det bestod av en tre kilometer lång sträcka med många forsar. Men det fanns en mårka som gick på västra sidan av Lake Georges utlopp ned till Carillon. Inga större trupprörelser kunde ske annat än på vattenvägarna, då de omgivande skogarna och bergen saknade vägar.

## Anläggning och omgivningar

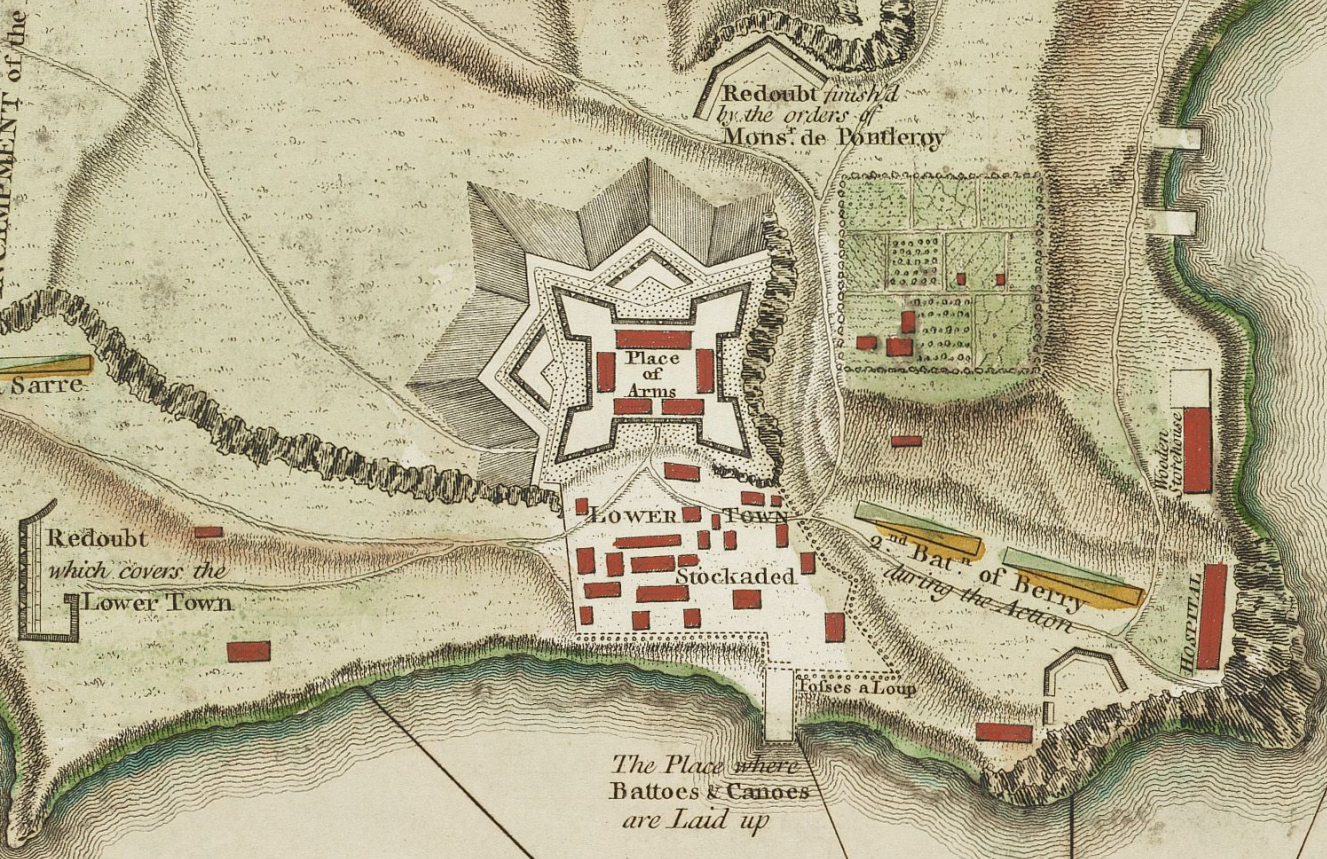
Förutom själva skansen bestod Fort Carillon av en nedre bosättning och en stor köksträdgård för garnisonen.

Fortet började byggas efter slaget vid Lake George på hösten 1755. Det bestod av en skans med två meter höga och fyra meter tjocka vallar. Den var omgiven av en glacis och en torr vallgrav. Fortet var omgivet av vatten på tre sidor och mer än hälften av den fjärde sidan bestod av ett träsk. Den mot land öppna delen var kraftigt befäst med höga förskansningar och utanför dessa blockerades anmarschvägarna mot fortet av förhuggningar. Utanför fortet anlades fyra bastioner med fem meter höga vallar, två på landsidan och två mot sjösidan. Förutom själva skansen med vallar och bastioner bestod Fort Carillon av en övre bosättning med två lasarett, magasin, krogar och kaserner för soldaterna. I den nedre bosättningen fanns krogar med vinkällare, bagerier och nio ugnar. Det fanns även en Jardin du Roi (kronoträdgård) vilken var en köksträdgård som skulle förse garnisonen med färska grönsaker.

## Övergivande
Fortet övergavs 1759 inför en överlägsen brittisk styrka. De retirerande franska trupperna satte eld på alla träbyggnader och sprängde skansen.